# Jednorożec (Rogożowa Skała)
Jednorożec – skała w grupie Rogożowej Skały w miejscowości Przeginia, w województwie małopolskim, w powiecie krakowskim, w gminie Jerzmanowice-Przeginia. Znajduje się na Wyżynie Olkuskiej będącej częścią Wyżyny Krakowsko-Częstochowskiej.
Jednorożec to zbudowana ze skalistego wapienia skała o wysokości 6–10 m, o pionowej lub połogiej ścianie z filarem i zacięciem. Znajduje się w lesie, w środkowej, wierzchołkowej części grupy Rogożowej Skały. Jest obiektem wspinaczki skalnej.
U północnego podnóża skały znajduje się Schronisko Lewe.

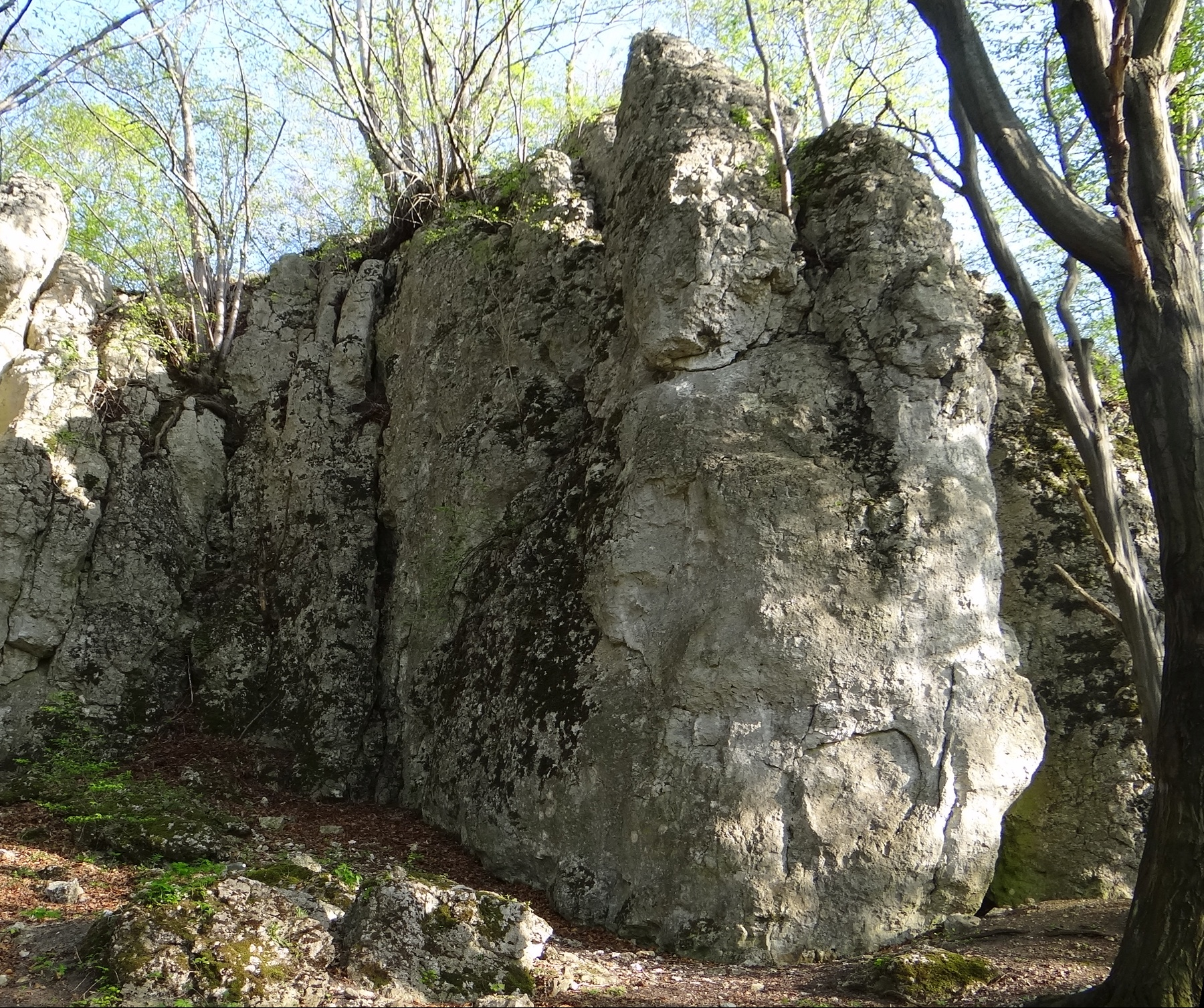
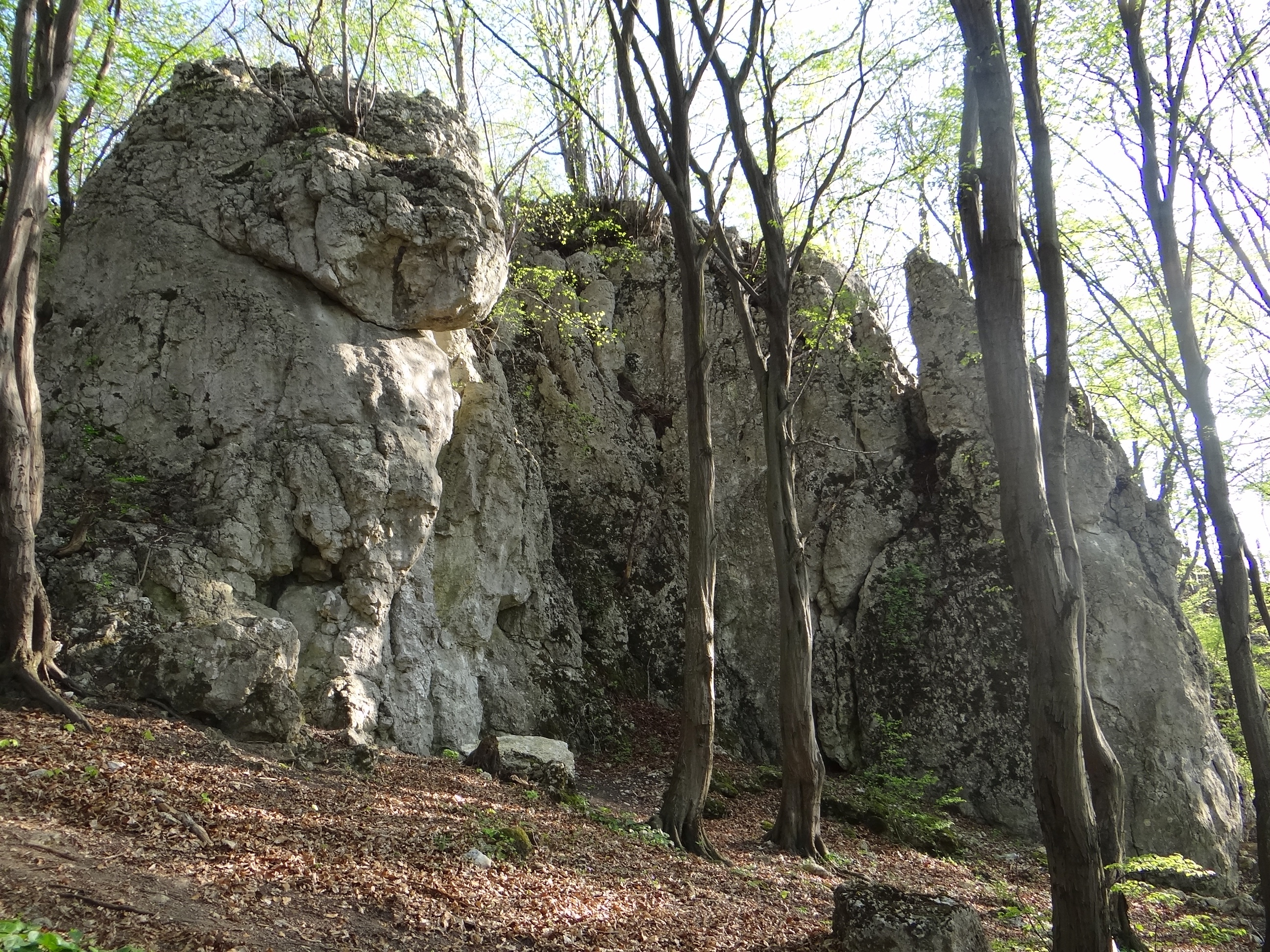
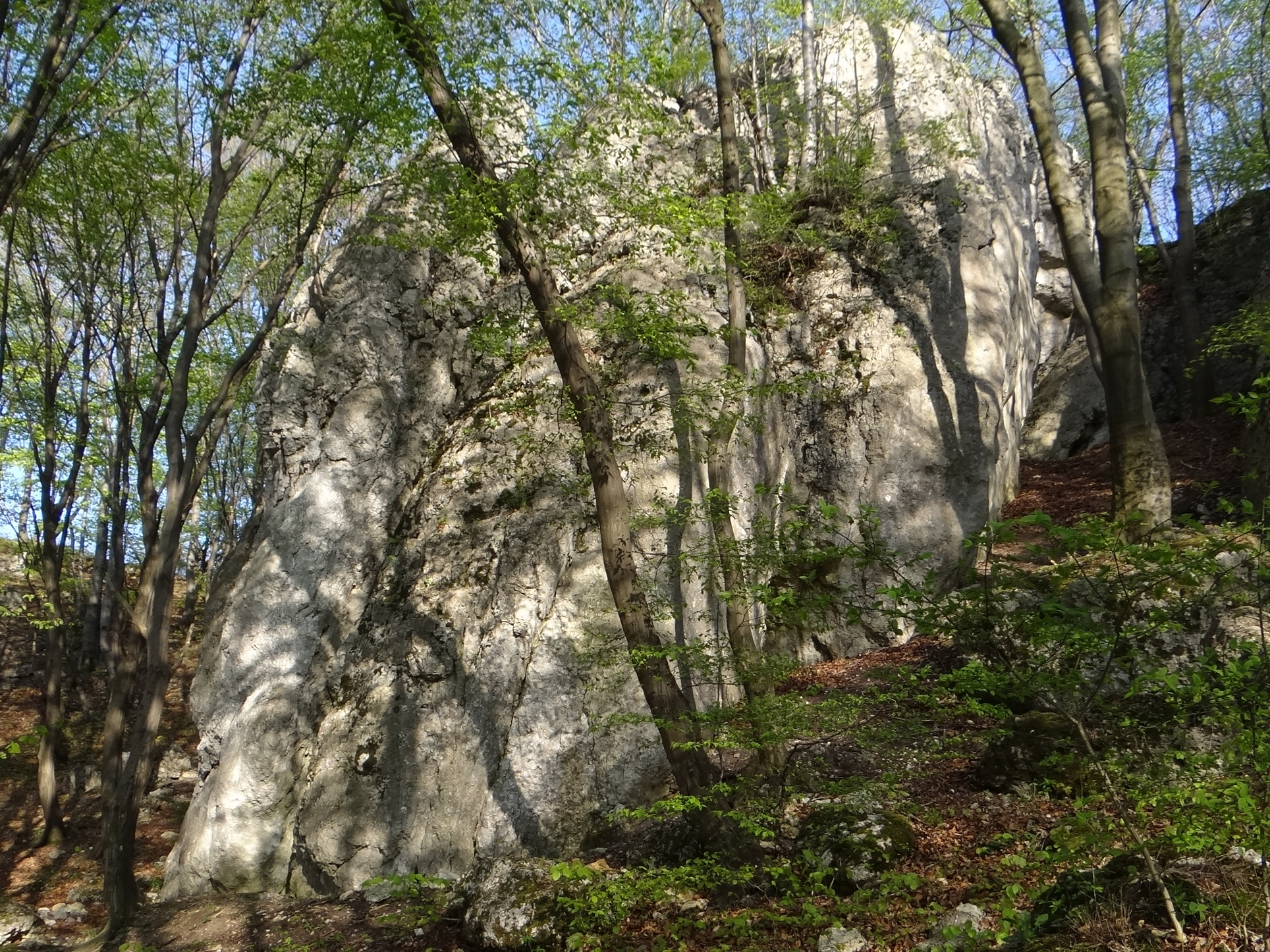
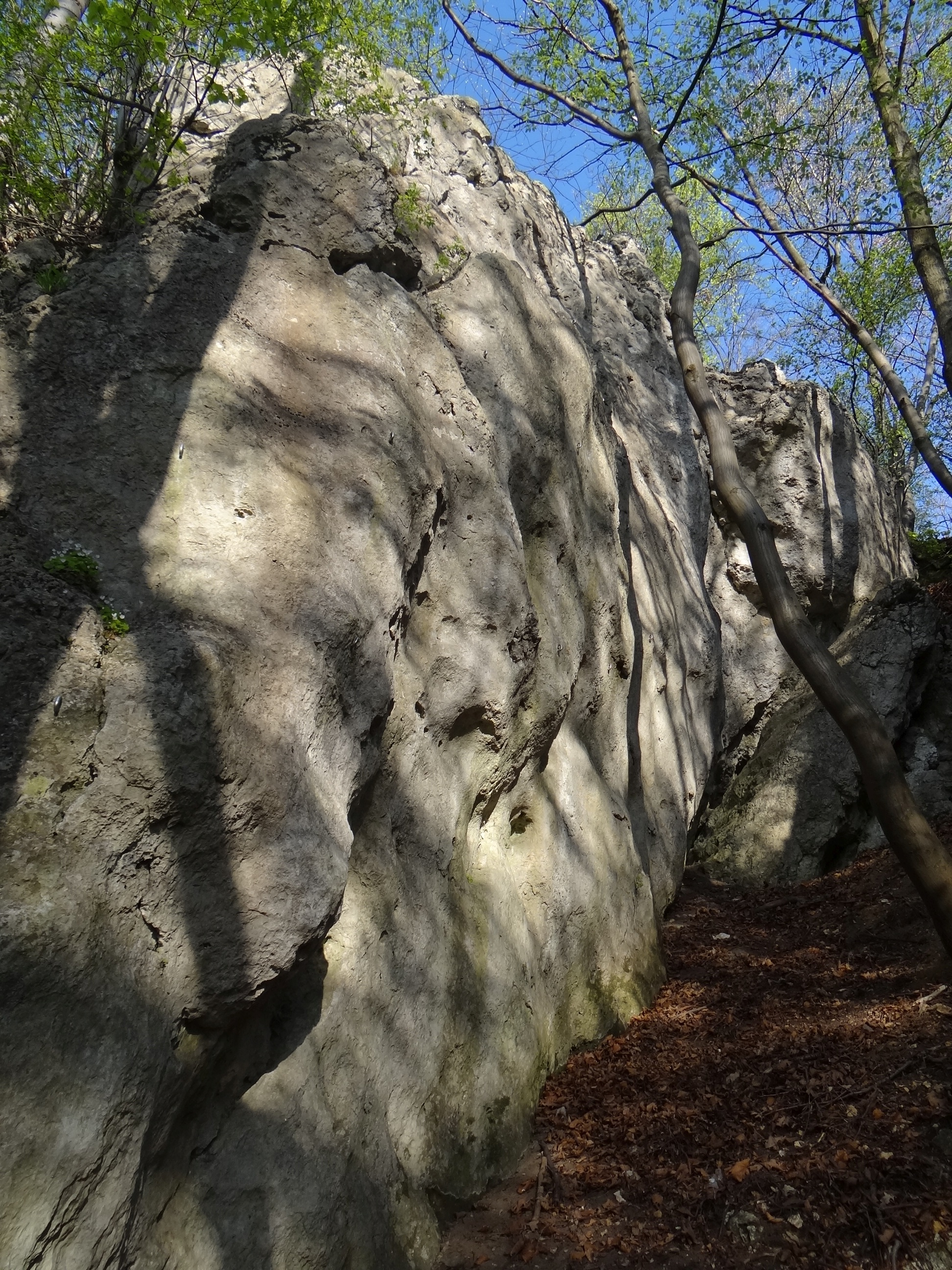

## Drogi wspinaczkowe
Na Rogożowej Skale jest 14 dróg wspinaczkowych (w tym 1 projekt). Mają wystawę zachodnią, północno-zachodnią, północną, południową, lub południowo-zachodnią i trudności od VI- do VI.15 w skali krakowskiej. Niemal wszystkie mają zamontowane stałe punkty asekuracyjne: ringi (r), stanowisko zjazdowe (st) lub ring zjazdowy (rz).

Jednorożec I
1. Nie taka ograniczona; 4r + st, VI.1, 10 m
2. Projekt; st, 10 m
3. Leworożec; 5r + st, VI, 10 m

Jednorożec II
1. Leworożec; 5r + st, VI, 10 m
2. Praworożec; 5r + st, VI.1+, 10 m

Jednorożec IV
1. Przemysłowa; 7r + st, VI.1+, 12 m
2. Pomysłowa; 6r + st, VI.1/1+, 11 m
3. Siedzący Byk; 5r + st, VI.2+, 10 m
4. Szalony Koń; 4r + st, VI.5, 9 m
5. Samozadowolenie; 4r + st, VI.1+, 9 m
6. Tak też dojdziesz; 4r + st, VI.1, 9 m
7. Filarek; 4r + ST VI.1/1+, 9 m
8. Dupa jednorożca; rz, VI-, 8 m
9. Zadupie; 3r + st, VI, 8 m[1].

Do Rogożowej Skały można dojść lub dojechać drogą równoległą do drogi krajowej nr 94, prowadzącą od szkoły w Przeginii na wschód.